# Aurora Cornu
Aurora Cornu (Provița de Jos, 6 de diciembre de 1931-París, 14 de marzo de 2021) fue una escritora, actriz, directora de cine y traductora francesa de origen rumano. Su papel más conocido es el de Aurora en Claire's Knee, de Éric Rohmer.

## Biografía
Nació en Provița de Jos, Distrito de Prahova, Rumania. De espíritu independiente, se escapó tres veces de casa, la última vez definitivamente a los 14 años. Fue adoptada por un tío. Su padre murió en prisión después de ser arrestado por albergar a un general fugitivo del desaparecido Ejército Real Rumano (que era otro de sus tíos) durante 11 años.
Se graduó de la Escuela Literaria Mihai Eminescu en Bucarest y trabajó durante un tiempo para la sección de poesía de Viața Românească mientras hacía traducciones.
Su primer marido fue Marin Preda, con quien estuvo casada entre 1955 y 1959 (o 1960). Ella lo animó a publicar la novela Moromeții, cuyo manuscrito había encontrado en un cajón.
Su prometido a mediados de la década de 1960, el matemático Tudor Ganea, no logró sacarla de Rumania, por lo que vio su oportunidad de desertar a Occidente mientras estaba en el festival de poesía en Knokke-Het Zoute, Bélgica. Se instaló en París, Francia, donde, en la indigencia, la esposa de Pierre Emmanuel pagó su alquiler durante varios años. En París se hizo amiga, entre otros, de los emigrados rumanos Mircea Eliade, Emil Cioran y Jean Parvulesco.
Entre 1967 y 1978 fue colaboradora de Monica Lovinescu y Virgil Ierunca en su programa de radio literario emitido por Radio Free Europe.
Mientras vivía en Francia, se casó con Aurel Cornea, un ingeniero de sonido de televisión francés nacido en Rumania, que fue rehén en el Líbano por el grupo islámico chií pro iraní conocido como la Organización de Justicia Revolucionaria durante diez meses y medio en 1986.
Ella pagó los costos de construcción de una iglesia ubicada en Cornu, condado de Prahova. Su diseño se inspiró en un dibujo de Horia Damian.
En años posteriores, vivió en París y Nueva York. Cornu falleció en un hospital de París el 14 de marzo de 2021, a la edad de 89 años.

## Libros
- Studenta (1954).
- Distanțe (1962).
- La Déesse au sourcil blanc (en francés). Paris: Impr. Couteau. 1984. ISBN 2-9500570-0-4. OCLC 461687706.
- Poezii (en rumano). București: Cartea Românească. 1995. ISBN 973-23-0471-5. OCLC 895631367.
- Romanian fugue in C sharp: a novel and nine stories. New York: iUniverse. 2003. ISBN 0-595-29368-9. OCLC 71312300.
- Marin Preda, Scrisori către Aurora (1998).

## Traducciones
- Hamlet, bajo el seudónimo de Ștefan Runcu en: William Shakespeare, Romeo și Julieta. Hamlet, București: Editura pentru Literatură, 1962,OCLC 935349301.[2]

## Filmografía
| Año  | Título              | Papel                | Notas                        |
| ---- | ------------------- | -------------------- | ---------------------------- |
| 1970 | La rodilla de Clara | Aurora, la novelista |                              |
| 1972 | Amor en la tarde    | Secuencia de sueños  | (papel final de la película) |
| 1973 | Bilocación          |                      | Director                     |